# Gacka
Gacka je ponorná řeka v Chorvatsku. Je dlouhá 61 km a prochází Licko-senjskou župou. Pramení ve Sinac v prameni Tonković vrilo. Samotná řeka končí ve vesnici Brlog, ale je dále odváděna pomocí kanálu Gacka až do vodní elektrárny Senj na pobřeží moře. Pomocí téhož kanálu je Gacka spojena se Švickým jezerem a jezerem Gusić. Řeka protéká městem Otočac.

## Sídla ležící u břehu řeky
Řeka pramení přímo ve vesnici Sinac, dále protéká vesnicemi Ličko Lešće, Čovići, Prozor, Švica, městem Otočac, vesnicemi Staro Selo, Drenov Klanac, Brloška Dubrava a Brlog.

## Přítoky
Do Gacky se vlévá několik potoků, jako je např. Sinačka pučina.